# Malloewia setulosa
Malloewia setulosa är en tvåvingeart som först beskrevs av Malloch 1918.  Malloewia setulosa ingår i släktet Malloewia och familjen fritflugor. Inga underarter finns listade i Catalogue of Life.